# Harare
Harare é a cidade capital do Zimbábue, que possui estatuto de província. Situada no nordeste do país, a uma altitude de 1 483 metros acima do nível do mar, é a cidade mais populosa do Zimbábue, sendo o seu principal centro administrativo, de comunicações e comercial. Na cidade de Harare, encontra-se, também, a sede da Universidade do Zimbábue.
Foi denominada "Salisbúria" (em inglês: Salisbury) até 1982.

## História
Fundada em 1890, como forte para a Coluna Pioneira liderada por Cecil Rhodes, o fundador da Rodésia (actual Zimbábue), o primeiro nome da cidade foi Salisbury, em homenagem ao primeiro-ministro inglês Robert Arthur Talbot Gascoyne-Cecil, o terceiro Marquês de Salisbúria.
Corverteu-se em cidade em 1935 e foi, de 1953 a 1963, a capital da Federação da Rodésia e Niassalândia. Recebeu o seu actual nome a 18 de abril de 1982, no segundo aniversário da independência do país, em homenagem ao chefe Shona Neharawa. Porém os nomes coloniais dos bairros constituintes da cidade mantiveram-se. Em 2002, a cidade sofreu grave crise económica devido às eleições presidenciais desse ano.

## Geografia

### Clima
| Dados climatológicos para Harare (1961–1990, extremos 1897–presente)                            | Dados climatológicos para Harare (1961–1990, extremos 1897–presente) | Dados climatológicos para Harare (1961–1990, extremos 1897–presente) | Dados climatológicos para Harare (1961–1990, extremos 1897–presente) | Dados climatológicos para Harare (1961–1990, extremos 1897–presente) | Dados climatológicos para Harare (1961–1990, extremos 1897–presente) | Dados climatológicos para Harare (1961–1990, extremos 1897–presente) | Dados climatológicos para Harare (1961–1990, extremos 1897–presente) | Dados climatológicos para Harare (1961–1990, extremos 1897–presente) | Dados climatológicos para Harare (1961–1990, extremos 1897–presente) | Dados climatológicos para Harare (1961–1990, extremos 1897–presente) | Dados climatológicos para Harare (1961–1990, extremos 1897–presente) | Dados climatológicos para Harare (1961–1990, extremos 1897–presente) | Dados climatológicos para Harare (1961–1990, extremos 1897–presente) |
| Mês                                                                                             | Jan                                                                  | Fev                                                                  | Mar                                                                  | Abr                                                                  | Mai                                                                  | Jun                                                                  | Jul                                                                  | Ago                                                                  | Set                                                                  | Out                                                                  | Nov                                                                  | Dez                                                                  | Ano                                                                  |
| ----------------------------------------------------------------------------------------------- | -------------------------------------------------------------------- | -------------------------------------------------------------------- | -------------------------------------------------------------------- | -------------------------------------------------------------------- | -------------------------------------------------------------------- | -------------------------------------------------------------------- | -------------------------------------------------------------------- | -------------------------------------------------------------------- | -------------------------------------------------------------------- | -------------------------------------------------------------------- | -------------------------------------------------------------------- | -------------------------------------------------------------------- | -------------------------------------------------------------------- |
| Temperatura máxima recorde (°C)                                                                 | 33,9                                                                 | 35,0                                                                 | 32,3                                                                 | 32,0                                                                 | 30,0                                                                 | 27,7                                                                 | 28,8                                                                 | 31,0                                                                 | 35,0                                                                 | 36,7                                                                 | 35,3                                                                 | 33,5                                                                 | 36,7                                                                 |
| Temperatura máxima média (°C)                                                                   | 26,2                                                                 | 26,0                                                                 | 26,2                                                                 | 25,6                                                                 | 23,8                                                                 | 21,8                                                                 | 21,6                                                                 | 24,1                                                                 | 28,4                                                                 | 28,8                                                                 | 27,6                                                                 | 26,3                                                                 | 25,5                                                                 |
| Temperatura média (°C)                                                                          | 21,0                                                                 | 20,7                                                                 | 20,3                                                                 | 18,8                                                                 | 16,1                                                                 | 13,7                                                                 | 13,4                                                                 | 15,5                                                                 | 18,6                                                                 | 20,8                                                                 | 21,2                                                                 | 20,9                                                                 | 18,4                                                                 |
| Temperatura mínima média (°C)                                                                   | 15,8                                                                 | 15,7                                                                 | 14,5                                                                 | 12,5                                                                 | 9,3                                                                  | 6,8                                                                  | 6,5                                                                  | 8,5                                                                  | 11,7                                                                 | 14,5                                                                 | 15,5                                                                 | 15,8                                                                 | 12,3                                                                 |
| Temperatura mínima recorde (°C)                                                                 | 9,6                                                                  | 8,0                                                                  | 7,5                                                                  | 4,7                                                                  | 2,8                                                                  | 0,1                                                                  | 0,1                                                                  | 1,1                                                                  | 4,1                                                                  | 5,1                                                                  | 6,1                                                                  | 10,0                                                                 | 0,1                                                                  |
| Precipitação (mm)                                                                               | 190,8                                                                | 176,3                                                                | 99,1                                                                 | 37,2                                                                 | 7,4                                                                  | 1,8                                                                  | 2,3                                                                  | 2,9                                                                  | 6,5                                                                  | 40,4                                                                 | 93,2                                                                 | 182,7                                                                | 840,6                                                                |
| Dias com precipitação                                                                           | 17                                                                   | 14                                                                   | 10                                                                   | 5                                                                    | 2                                                                    | 1                                                                    | 0                                                                    | 1                                                                    | 1                                                                    | 5                                                                    | 10                                                                   | 16                                                                   | 82                                                                   |
| Umidade relativa (%)                                                                            | 76                                                                   | 77                                                                   | 72                                                                   | 67                                                                   | 62                                                                   | 60                                                                   | 55                                                                   | 50                                                                   | 45                                                                   | 48                                                                   | 63                                                                   | 73                                                                   | 62                                                                   |
| Insolação (h)                                                                                   | 217,0                                                                | 190,4                                                                | 232,5                                                                | 249,0                                                                | 269,7                                                                | 264,0                                                                | 279,0                                                                | 300,7                                                                | 294,0                                                                | 285,2                                                                | 231,0                                                                | 198,4                                                                | 3 010,9                                                              |
| Fonte: World Meteorological Organization, NOAA (Sol e temperatura média, 1961–1990),            |                                                                      |                                                                      |                                                                      |                                                                      |                                                                      |                                                                      |                                                                      |                                                                      |                                                                      |                                                                      |                                                                      |                                                                      |                                                                      |
| Fonte 2: Deutscher Wetterdienst (umidade, 1954–1975), Meteo Climat (Máximas e mínimas recordes) |                                                                      |                                                                      |                                                                      |                                                                      |                                                                      |                                                                      |                                                                      |                                                                      |                                                                      |                                                                      |                                                                      |                                                                      |                                                                      |

## Economia
É um dos maiores centros comerciais da África subsariana. Aqui, realiza-se o intercâmbio de tabaco (uma das maiores fontes de subsistência do país), algodão, mandioca, café, diversas frutas e ouro. Existem muitos mercados onde se vendem, para além destes, um número incontável de outros produtos, principalmente agrícolas. A indústria está, aqui, representada pela têxtil e química. Porém, mesmo com a industrialização, a maioria dos produtos são manufacturados.

## Distritos
- Chitungwiza
- Epworth
- Harare urbana
- Harare rural

## Cidades-irmãs
- Cazã, Rússia
- Nottingham, Reino Unido
- Munique, Alemanha
- Prato, Itália
- Lago, Itália

## Infraestrutura

### Transportes
A cidade é atravessada pela estrada Rodovia Transafricana 9 (TAH9), que a liga à Lobito, em Angola, e à Beira, em Moçambique.
Harare possui uma das mais importantes estações ferroviárias do Caminho de Ferro de Machipanda, que a conecta ao porto da Beira e à Bulavaio.
O principal aeroporto zimbabuano, o Aeroporto Internacional Robert Gabriel Mugabe, está localizado nesta capital.

### Educação
A Universidade do Zimbabwe mantém reitoria e campus principal nesta cidade.